# Coreglia Antelminelli
Coreglia Antelminelli é uma comuna italiana da região da Toscana, província de Lucca, com cerca de 4.805 habitantes. Estende-se por uma área de 52 km², tendo uma densidade populacional de 92 hab/km². Faz fronteira com Abetone (PT), Bagni di Lucca, Barga, Borgo a Mozzano, Fiumalbo (MO), Gallicano, Pievepelago (MO).
Pertence à rede das Aldeias mais bonitas de Itália.

## Demografia
| Variação demográfica do município entre 1861 e 2011                               |
|                                                                                   |
| Fonte: Istituto Nazionale di Statistica (ISTAT) - Elaboração gráfica da Wikipedia |